# Academia Militară a Forțelor Armate „Alexandru cel Bun”
Academia Militară a Forțelor Armate „Alexandru cel Bun” (AMFA) este o instituție de învățământ superior cu profil militar din Chișinău (Republica Moldova), fondată în anul 1993 prin reorganizarea Liceului Militar în Colegiul Militar „Alexandru cel Bun”.
În anul 2002, Colegiul Militar a fost reorganizat în Institutul Militar al Forțelor Armate „Alexandru cel Bun” cu durata de instruire 4 ani, în cadrul căruia erau pregătiți studenți militari la trei specialități: infanterie, artilerie și transmisiuni, grăniceri și carabinieri.
În anul 2010 prin „Hotărîrea Guvernului nr. 980”, în baza Institutului Militar al Forțelor Armate „Alexandru cel Bun” este creată Academia Militară a Forțelor Armate „Alexandru cel Bun”.
În perioada 1993 – 2013, academia a pregătit peste 1.700 de militari.

## Legături externe
- Site web Arhivat în 19 mai 2015, la Wayback Machine.
- Academia militară a forțelor armate „ALEXANDRU CEL BUN” Arhivat în 29 mai 2015, la Wayback Machine. la studiinmoldova.info